# Allan Herschell Company
Allan Herschell Company est une ancienne entreprise spécialisée dans la création d'attractions. Elle commence son activité en 1915, à North Tonawanda, une ville située près de Buffalo, dans l'État de New York.

## Histoire

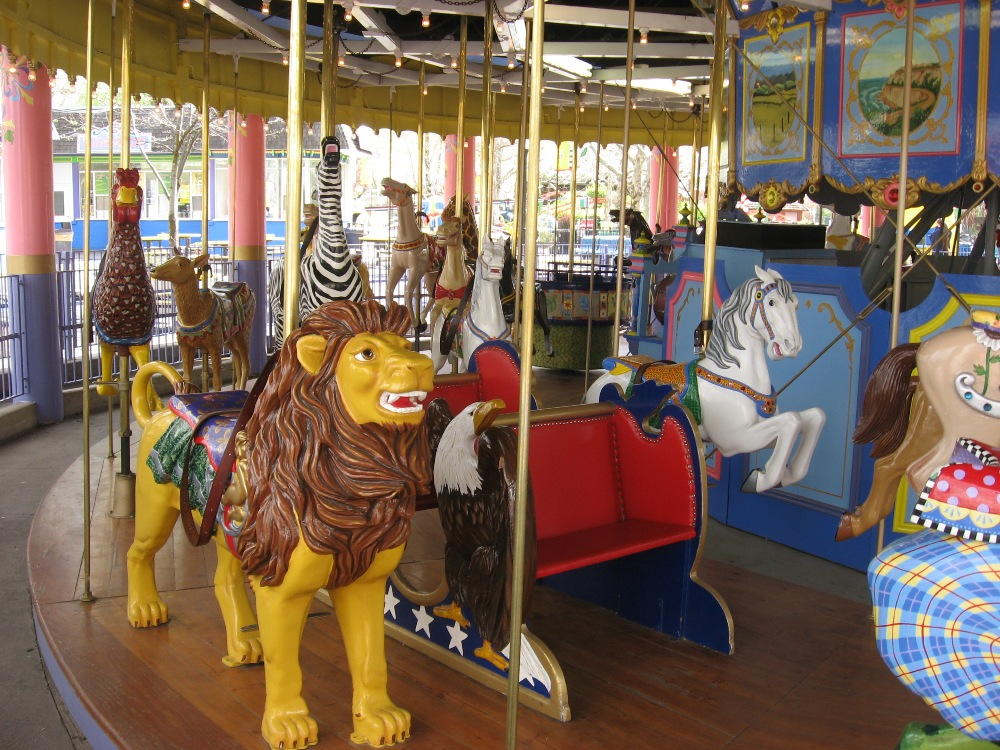
Sujets du carrousel de Lagoon.

Herschell et James Armitage, montèrent la Herschell Armitage Company en 1873. La compagnie produit alors déjà ses premiers modèles de carrousels transportables.
En 1901, Herschell quitte la Herschell Armitage Company en raison de complications financières et décide de créer une autre structure en collaboration avec les Spillman, sa belle famille. La nouvelle entreprise est alors nommée Herschell Spillman Company. Les manèges deviennent de plus en plus raffinés, avec des sujets de plus en plus variés. Quelques carrousels de cette époque fonctionnent toujours en Californie, dans le Michigan et le Maryland.
La compagnie s'est ensuite fait connaitre sous le nom Spillman Engineering Company. Elle continua la création de ses carrousels en se concentrant sur les chevaux de bois.
La dernière entreprise créée par Herschell en 1915 fut enfin la Allan Herschell Company. Spécialisé dans la production de carrousels de chevaux de bois démontable, il produisit plus de 3000 manèges, exportés aux quatre coins de monde.
L'usine a été achetée en 1915 et est située sur la rue de Thompson à North Tonawanda. Elle est l'un des derniers complexes d'usine aux États-Unis qui ait contenu la production des carrousels en bois. Le complexe a été agrandi pour répondre à la croissance de la compagnie. Le bâtiment contient un grand atelier de découpage, un atelier de travail du bois, un atelier de peinture, une zone de stockage, un atelier de tapisserie d'ameublement, un atelier de construction mécanique et une rotonde où les carrousels sont assemblés et vérifiés.
La compagnie est vendue à l'entreprise Chance Manufacturing Company, Inc. située à Wichita au Kansas en 1970.

### Herschell Carrousel Factory Museum
L'ancienne usine de Thompson Street abrite aujourd'hui un musée consacré à l'entreprise. Il est ouvert au public depuis 1983 et présente notamment un carrousel complet datant de 1916.

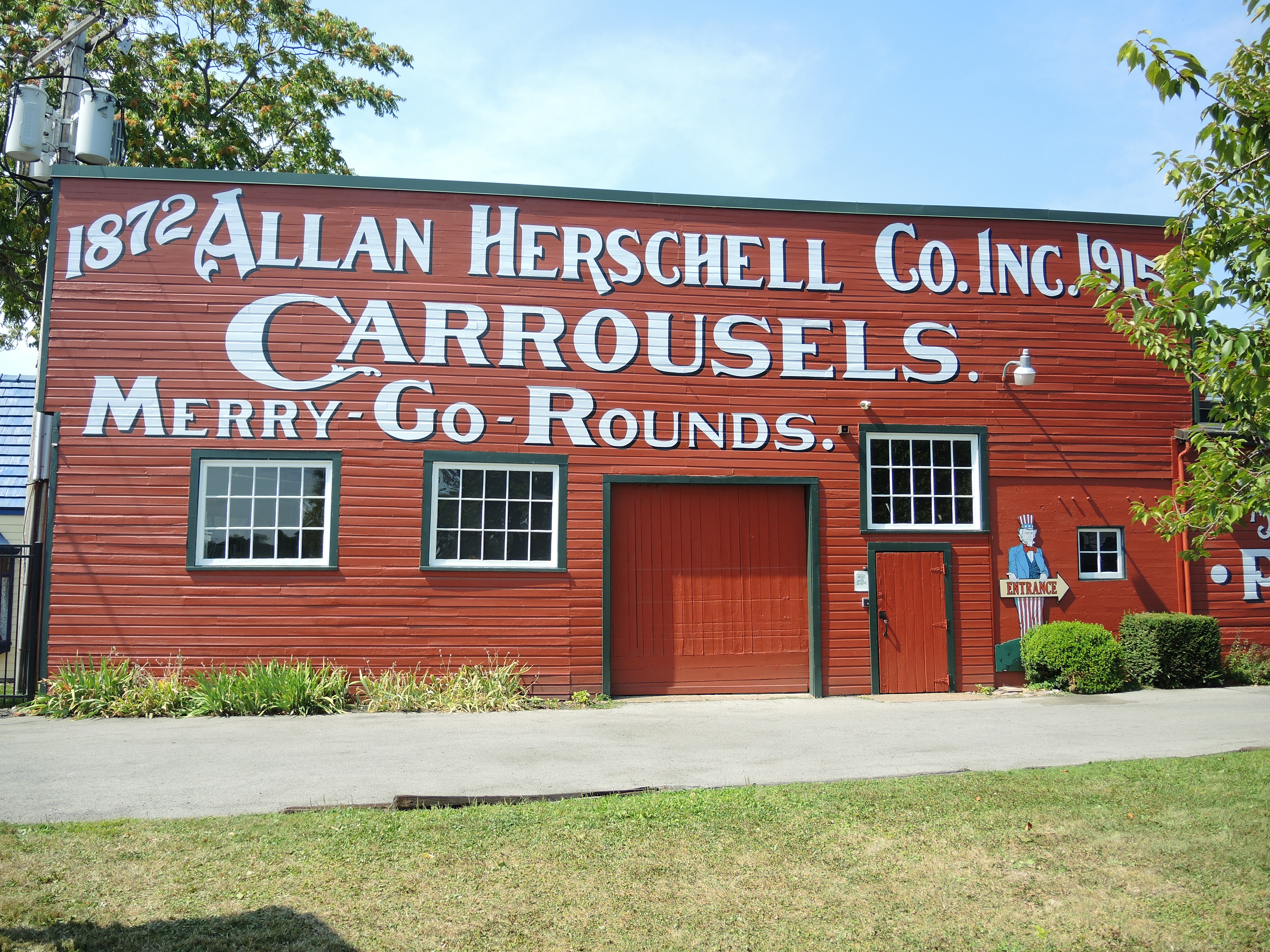
Herschell Carrousel Factory Museum
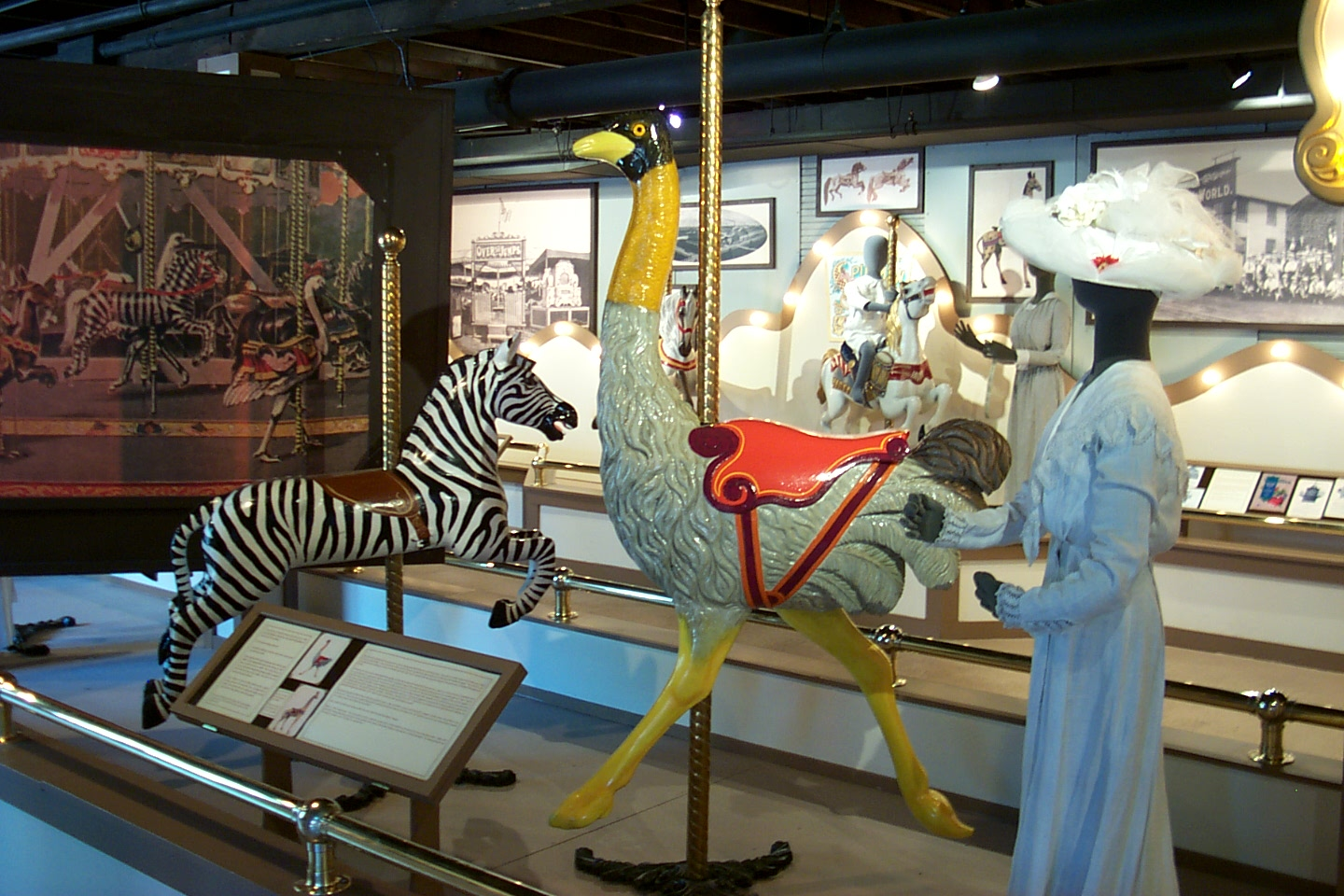
Figures de carrousels
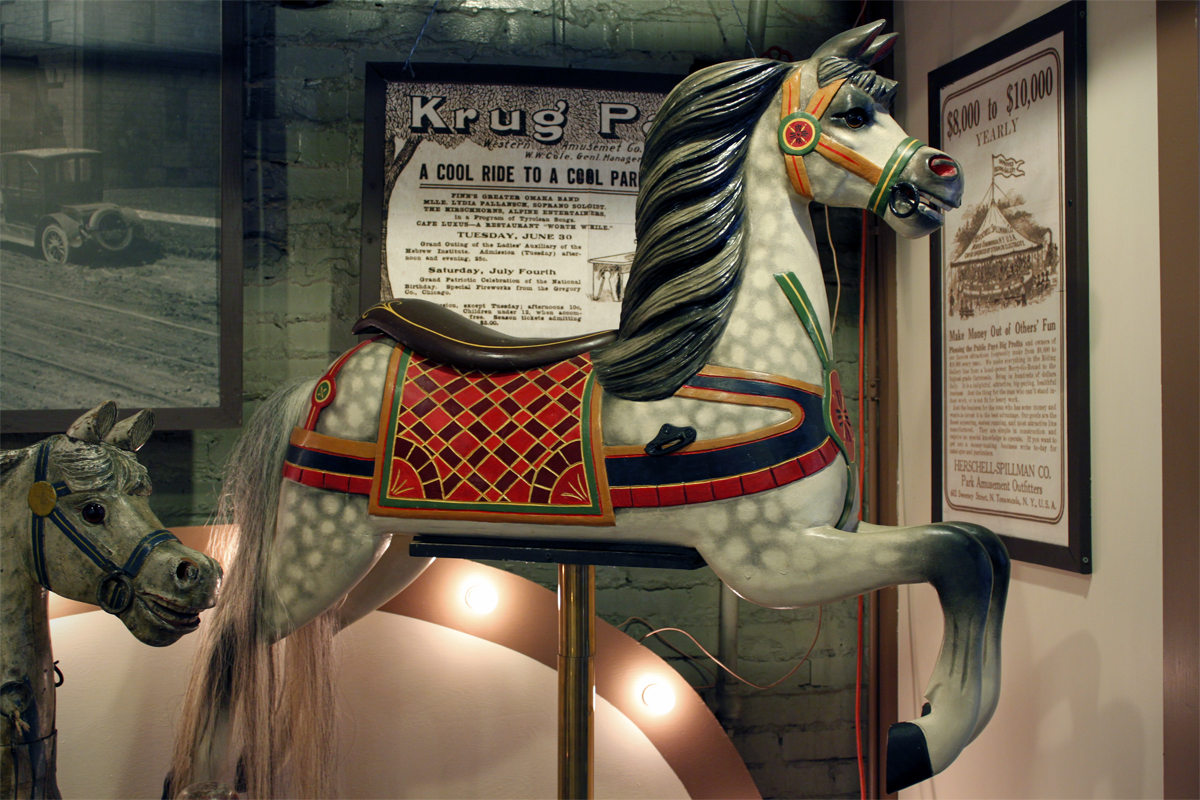
Cheval de bois de la collection Herschell
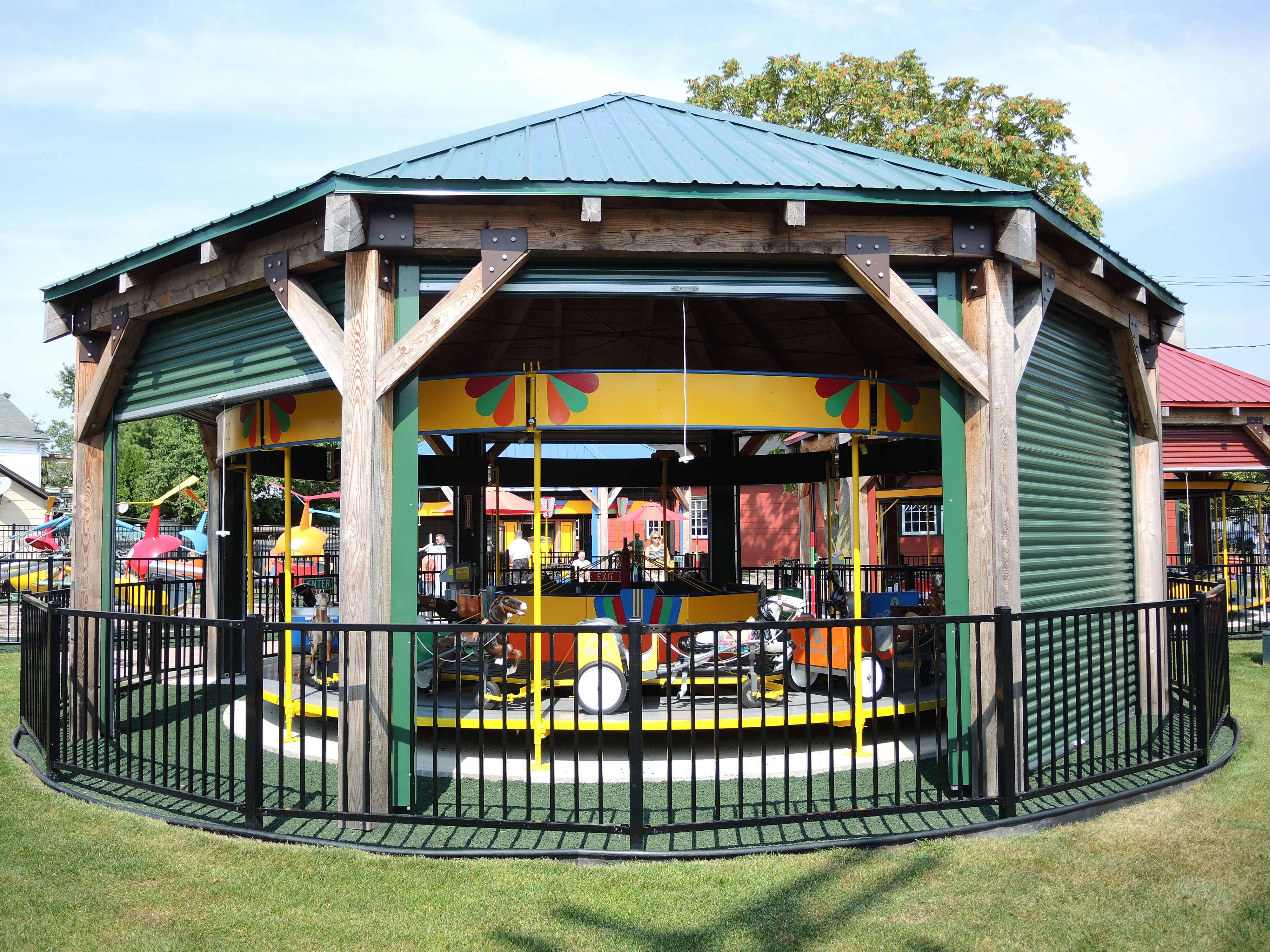
Carrousel exposé à l'extérieur du musée